# Howard Vocke
George Howard Vocke (New York, 16 marzo 1915 – Akron, 8 settembre 1998) è stato un cestista statunitense, professionista nella NBL.

## Carriera
Giocò per tre stagioni nella NBL, disputando complessivamente 75 partite con 4,5 punti di media.